# Пагубино
Пагубино — деревня в Волоколамском районе Московской области России, входит в состав сельского поселения Спасское. Население — 106 чел. (2010).

## География
Деревня Пагубино расположена на западе Московской области, в центральной части Волоколамского района, на автодороге Р108 Суворово — Руза, примерно в 2 км к югу от черты города Волоколамска.
В деревне 5 улиц — Луговая, Полевая, Центральная, Прудный и Сельский переулки, приписано 3 садоводческих некоммерческих товарищества. Связана прямым автобусным сообщением с районным центром (маршруты № 22, 26, 27, 29).
Ближайшие сельские населённые пункты — село Рюховское и деревня Крюково.

## Население
| 1852 | 1859 | 1899 | 1926 | 2002 | 2006 | 2010 |
| ---- | ---- | ---- | ---- | ---- | ---- | ---- |
| 251  | ↘237 | ↘218 | ↘207 | ↘135 | ↘122 | ↘106 |

## Достопримечательности

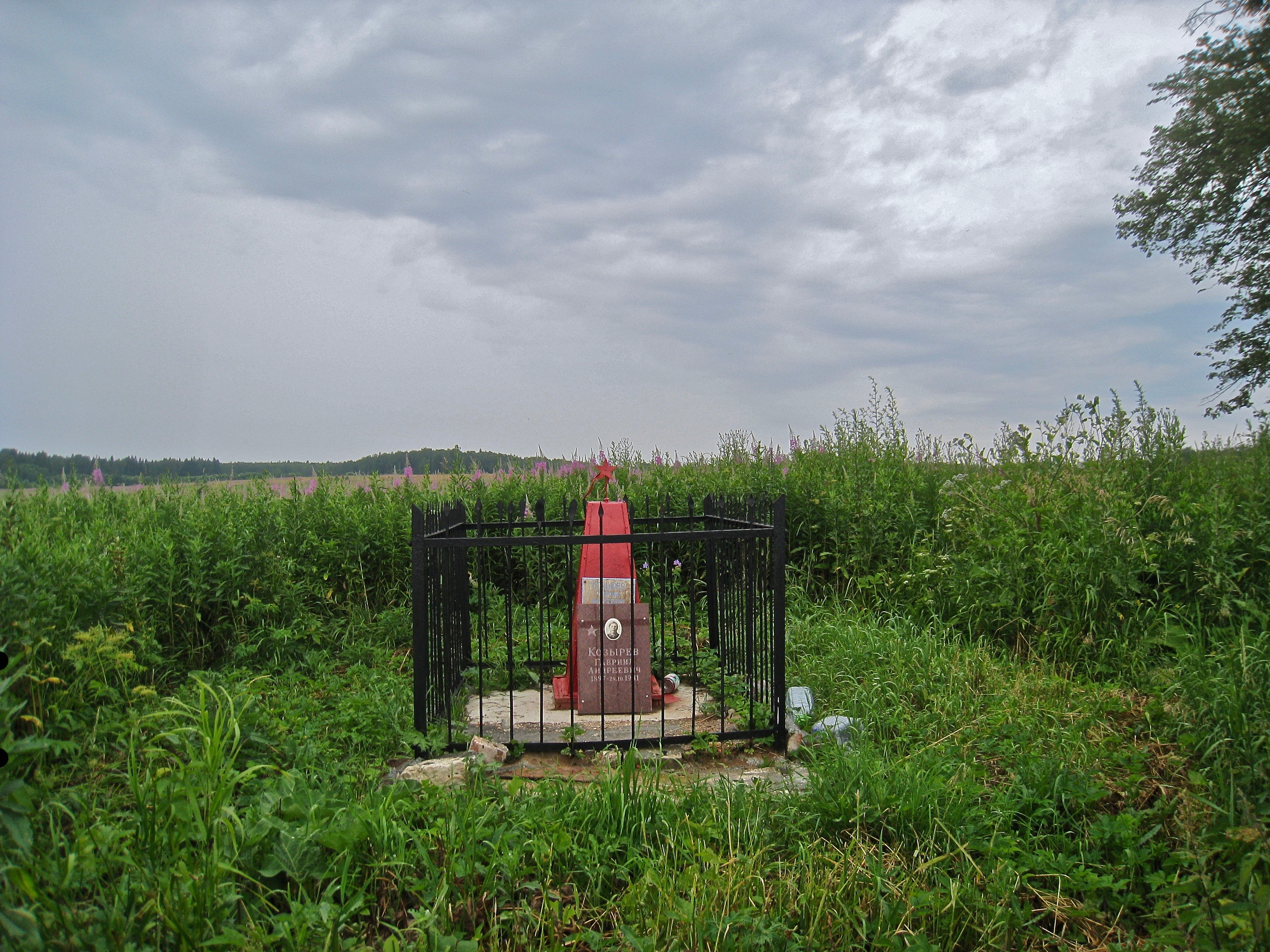
Братская могила советских воинов 1941-1942

В деревне Пагубино расположена Братская могила советских воинов, погибших в 1941—1942 годах в боях под Москвой. Братская могила имеет статус памятника истории местного значения.
В 4 км к западу от деревни Пагубино расположены руины церкви Николая Чудотворца в бывшем селе Лихачёво.

## История
Пагубино, деревня 1-го стана, Г. Супоневой, крестьян 117 душ мужского пола, 134 женского, 27 дворов, 108 верст от столицы, 7 от уездного города, на Можайском тракте.— Нистрем К. Указатель селений и жителей уездов Московской губернии, 1852 г.
В «Списке населённых мест» 1862 года — владельческая деревня 1-го стана Волоколамского уезда Московской губернии по Рузскому тракту (от города Волоколамска в Рузу), в 8 верстах от уездного города, при ручье Брукеле, с 31 двором и 237 жителями (107 мужчин, 130 женщин).
По данным на 1899 год — деревня Тимошевской волости Волоколамского уезда с 218 душами населения.
В 1913 году — 37 дворов.
По материалам Всесоюзной переписи населения 1926 года — центр Пагубинского сельсовета Тимошевской волости на Осташёвском шоссе, в 5,33 км от станции Волоколамск Балтийской железной дороги, проживало 207 жителей (82 мужчины, 125 женщин), насчитывалось 44 хозяйства, среди которых 42 крестьянских, имелась школа.
С 1929 года — населённый пункт в составе Волоколамского района Московского округа Московской области. Постановлением ЦИК и СНК от 23 июля 1930 года округа как административно-территориальные единицы были ликвидированы.
1929—1939 гг. — деревня Рюховского сельсовета Волоколамского района.
1939—1952 гг. — деревня Рюховского сельсовета (до 13.06.1939) Осташёвского района и Привокзального сельсовета Волоколамского района.
1952—1954 гг. — деревня Тимашевского сельсовета Волоколамского района.
1954—1963 гг. — деревня Привокзального сельсовета Волоколамского района.
1963—1964 гг. — деревня Привокзального сельсовета Волоколамского укрупнённого сельского района.
1964—1965 гг. — деревня Волоколамского сельсовета Волоколамского укрупнённого сельского района.
1965—1994 гг. — деревня Волоколамского сельсовета Волоколамского района.
В 1994 году Московской областной думой было утверждено положение о местном самоуправлении в Московской области, сельские советы как административно-территориальные единицы были преобразованы в сельские округа.
1994—2006 гг. — деревня Волоколамского сельского округа Волоколамского района.
С 2006 года — деревня сельского поселения Спасское Волоколамского муниципального района Московской области.